# Lampsenspitze
Die Lampsenspitze ist ein 2875 m hoher Berg in den nördlichen Stubaier Alpen (Sellrain) in Tirol.
Der Gipfel ist von Praxmar (1689 m, wenige Kilometer südlich von Gries im Sellrain im Lüsener Tal) einfach zu erreichen (ca. 3,5 Stunden). Im Winter ist die Lampsenspitze ein beliebter Schitourenberg. Der Anstieg gilt anders als derjenige auf den benachbarten Zischgeles bei vernünftiger Routenwahl als relativ lawinensicher. Es gibt einen Tourenlehrpfad bestehend aus fünf großen Informationstafeln entlang des Winteranstiegs, die über Tourenplanung und Einschätzung der Lawinengefahr informieren.

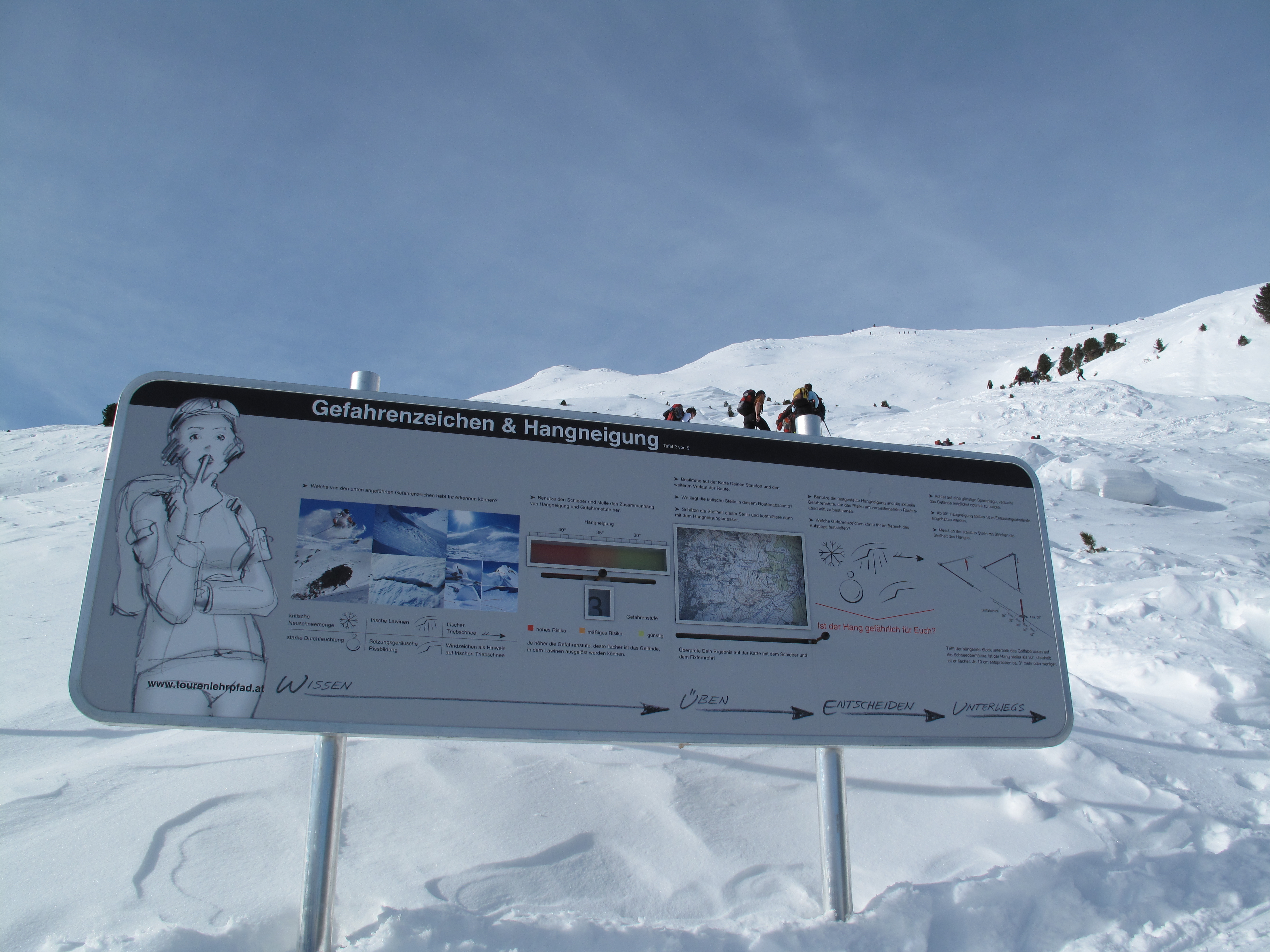
Tourenlehrpfad